# Сергій Олександров

## Сергій Олександров
Сергій Олександров (нар. Нова Каховка, Україна) - український поет, музикант, автор пісень, аранжувальник. Колишній учасник гуртів Undersky, РаНа, Status Vera, Їжаки Сміються. Автор збірки віршів "Одержимий".     

### Збірка віршів "Одержимий"
Збірка вийшла у травні 2025 року. До неї увійшли вірші, написані протягом 2023-2025 років. 
Вірш "2015" із збірки:
Знов один у тиші, 
Тіні світло ловлять. 
Чутно сили вищі, 
Навіть, що говорять. 
Їх мова невідома,
Та точно зрозуміла…
Може просто втома?
Так звідки в мене крила?
Які несуть крізь простір,
Такий чужий та знаний,
Відчутно точно – осінь,  
В ній знову не коханий. 
Все той же місяць лізе,
Якого прокляв. Годі!
Кричу йому хай лиже,
Того з ким є він в згоді! 
А я вертаюсь, досить!
Наздоганяти обрій.
Минуле не запросить – 

Зачинене у спокій.